# Chelonibia
Chelonibia är ett släkte av kräftdjur. Chelonibia ingår i familjen Chelonibiidae.
Chelonibia är enda släktet i familjen Chelonibiidae.
Kladogram enligt Catalogue of Life:
| Chelonibia | \| \| Chelonibia caretta \| \| \| \| \| \| Chelonibia manati \| \| \| \| \| \| Chelonibia patula \| \| \| \| \| \| Chelonibia testudinaria \| \| \| \| |
|            | \| \| Chelonibia caretta \| \| \| \| \| \| Chelonibia manati \| \| \| \| \| \| Chelonibia patula \| \| \| \| \| \| Chelonibia testudinaria \| \| \| \| |
|            | Chelonibia caretta |
|            | |
|            | Chelonibia manati |
|            | |
|            | Chelonibia patula |
|            | |
|            | Chelonibia testudinaria |
|            | |